# سباستین رودت
سباستین رودت (انگلیسی: Sébastien Roudet؛ زادهٔ ۱۶ ژوئن ۱۹۸۱) بازیکن فوتبال اهل فرانسه است.
از باشگاه‌هایی که در آن بازی کرده‌است می‌توان به باشگاه فوتبال والنسین، باشگاه فوتبال سوشو، باشگاه فوتبال لانس، و باشگاه فوتبال نیس اشاره کرد.